# Viliam Judák

Wappen von Viliam Judák als Diözesanbischof von Nitra

Viliam Judák  (* 9. November 1957 in Harvelka in der Region Kysuce, Tschechoslowakei) ist ein slowakischer Theologe und Bischof der römisch-katholischen Diözese von Nitra.

## Leben
Von 1980 bis 1985 studierte er Theologie an der Römisch-katholischen theologischen Kyrill-und-Methodius-Fakultät der Comenius-Universität in Bratislava (CMBF) und wurde am 16. Juni 1985 in Nitra zum Priester geweiht. In der Seelsorge als Kaplan in Nitra und in Drietoma, wo er wurde bis 1990 Administrator der Pfarrei war. Mit gleichzeitigem Studium an CMBF in Bratislava promovierte er 1991 zum Doktor der heiligen Theologie. Bereits am 1. September 1990 wurde er Präfekt am St.-Gorazd-Priesterseminar in Nitra und am 18. Oktober 1991 kirchlicher Richter. Vom 1. Juli 1996 bis 1. Juli 2001 war er  Seminarrektor des St.-Gorazd-Priesterseminars in Nitra. Im Jahr 1997 verlieh ihm der Papst Johannes Paul II. den Titel Kaplan Seiner Heiligkeit (Monsignore).
Seit 1990 hielt er Vorlesungen über Kirchengeschichte an der CMBF der Comenius-Universität in Bratislava und von 1991 bis 2005 auch am Theologischen Institut Nitra (einer Niederlassung der CMBF), in der Abteilung für Ethik und Katechetik, und später wirkte er als Tutor an der Konstantin-der-Philosoph-Universität-Universität. Im Juli 1993 wurde er habilitierter Universitätsdozent an der Römisch-katholischen theologischen Kyrill-und-Methodius-Fakultät der Comenius-Universität in Bratislava; von 1995 bis 1998 war er auch Prodekans der Fakultät. Am 13. Dezember 1997 wurde er durch den Staatspräsidenten der Slowakischen Republik zum Professor für Katholische Theologie ernannt.
Von 1997 bis 2006 war er Leiter der Abteilung für Kirchengeschichte an der CMBF der Comenius-Universität in Bratislava. 2001 wurde er vom Akademischen Senat der Fakultät zum Fakultätsdekan gewählt und hatte diesen Posten bis 2004 inne.
Am 9. Juni 2005 wurde er von Papst Benedikt XVI. zum Diözesanbischof von Nitra ernannt. Die Bischofsweihe erhielt er durch Kardinal Ján Chryzostom Korec; Mitkonsekratoren waren der Präfekt des Päpstlichen Komitees für die Eucharistischen Weltkongresse, Kardinal Jozef Tomko, und der Apostolische Nuntius in der Slowakei, Erzbischof Henryk Józef Nowacki.
Seit dem 3. Oktober 2006 ist er Vizepräsident der Bischofskonferenz der Slowakei.
Als Berufshistoriker beschäftigt er sich mit der Zeit des christlichen Altertums und des Mittelalters im Hinblick auf die Slowakische Kirchengeschichte. Er ist Autor mehrerer Monographien auf dem Gebiet der Kirchengeschichte und geistigen Literatur.